# Underhill Stadium
Underhill Stadium var hemmaarena för Barnet FC. Den ligger i Barnet i norra London och den kunde inhysa 6 028 åskådare. Den är kanske mest känd för sin branta lutning. På Underhill Stadium spelade också Arsenal FCs reservlag sina hemmamatcher.
2007/2008 firade Barnet FC 100 år på Underhill Stadium och efter säsongen 2012/13 flyttade man från arenan till nybyggda The Hive.

## Historia
Underhill Stadium öppnades 1907 och första matchen spelades i september samma år. Barnet Alston mötte Crystal Palace FC i en match som slutade med 1-0-seger för hemmalaget. Vid firandet av 100 år på Underhill Stadium möttes lagen återigen 2007. Barnet Alston hade då utvecklats till dagens Barnet FC.
South Stand kallades förr för the West Bank. Det var platsen för de mer högljudda supportrarna fram till mitten av 1990-talet då den revs. Supportrarna flyttade då till East Terrace men the West Bank ses ändå som deras ursprungliga hem.
2018 revs Underhill Stadium för att göra plats för en skola.

## Läktare
Underhill Stadium bestod av sju olika läktarsektioner:
- Main Stand
- North West Terrace
- North Terrace
- North East Family Stand
- East Terrace
- South Stand
- Family Stand

South Stand byggdes i början av 2008 och öppnades till matchen i FA Cupen mot Swindon Town FC den 22 januari. Den hade plats för 1 016 sittande åskådare och var nödvändig för att Underhill Stadium skulle nå upp till Football Leagues arenakrav. I samma veva byggde man också North East Family Stand med 240 sittplatser. Det var ett alternativ för de bortasupportrar som vill sitta.

## Övrigt
I hörnet mellan South Stand och Family Stand låg Durham Suite. Den var namngiven efter Barnet FCs mittfältare Kevin Durham som gick bort 1991. Durham Suite innehöll restaurang, publikloger samt en pub. Barnet FCs supportrar brukade samlas i Durham Suite innan hemmamatcherna.